# Чистая Поляна (Челябинская область)
Чистая Поляна — упразднённая деревня в Кунашакском районе Челябинской области России. На момент упразднения входила в состав Урукульского сельсовета. Упразднена в 1995 году.

## География
Располагалась к югу от реки Караболка, на расстоянии примерно 2,5 километра (по прямой) к северо-востоку от посёлка Дружный.

## История
В 1970-е и 1980-е годы в деревне размешалась бригада 1-го отделения совхоза «Дружный».
Исключен из учётных данных постановлением областной думы № 307 от 21.12.1995 г.

## Население
| 1970 | 1977 | 1983 |
| ---- | ---- | ---- |
| 144  | ↘134 | ↘31  |